# Железная дорога Тель-Авив — Иерусалим

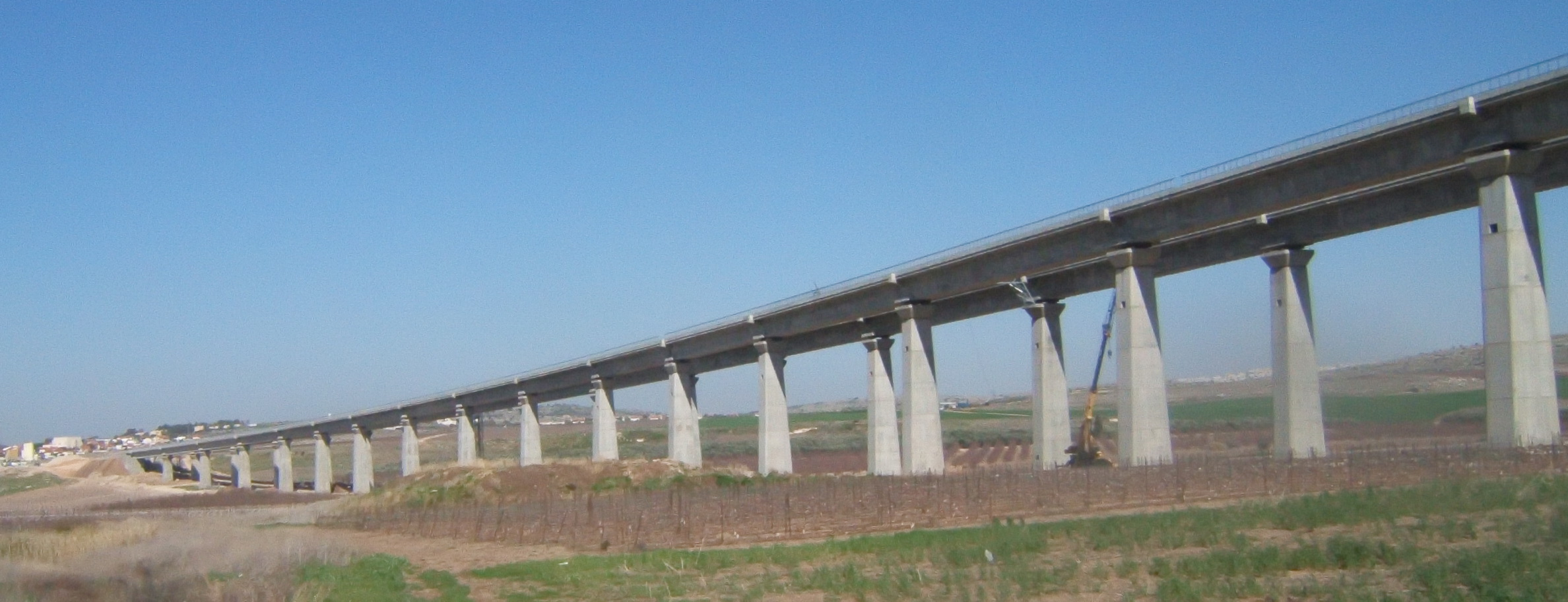
Виадук над долиной Аялон, одна из самых узнаваемых достопримечательностей дороги

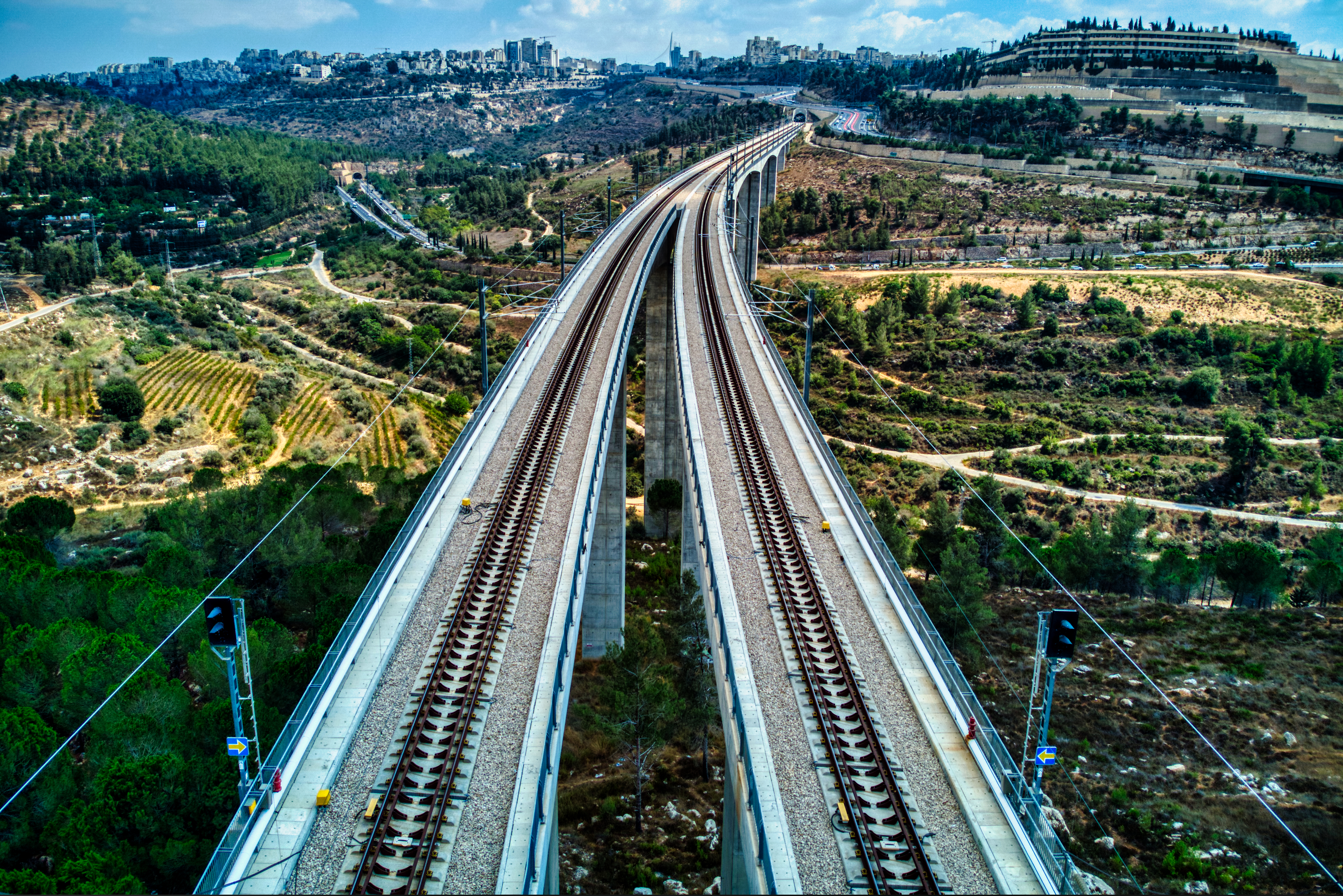
Новая железная дорога Тель-Авив-Иерусалим - мост № 10, Железнодорожный мост Аразим

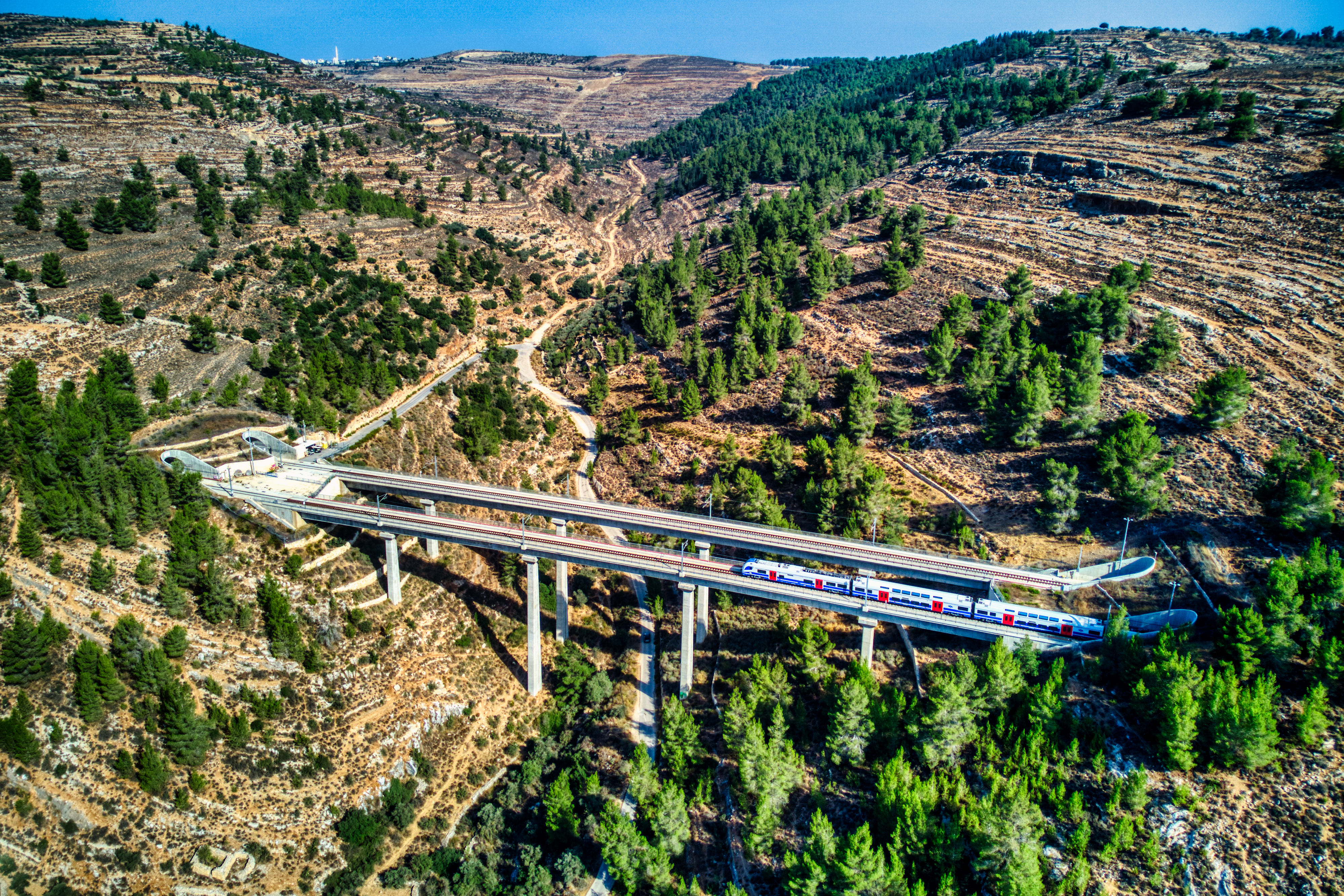
Новая железная дорога Тель-Авив-Иерусалим - Мост №. 9, Железнодорожный мост Нахаль Луз

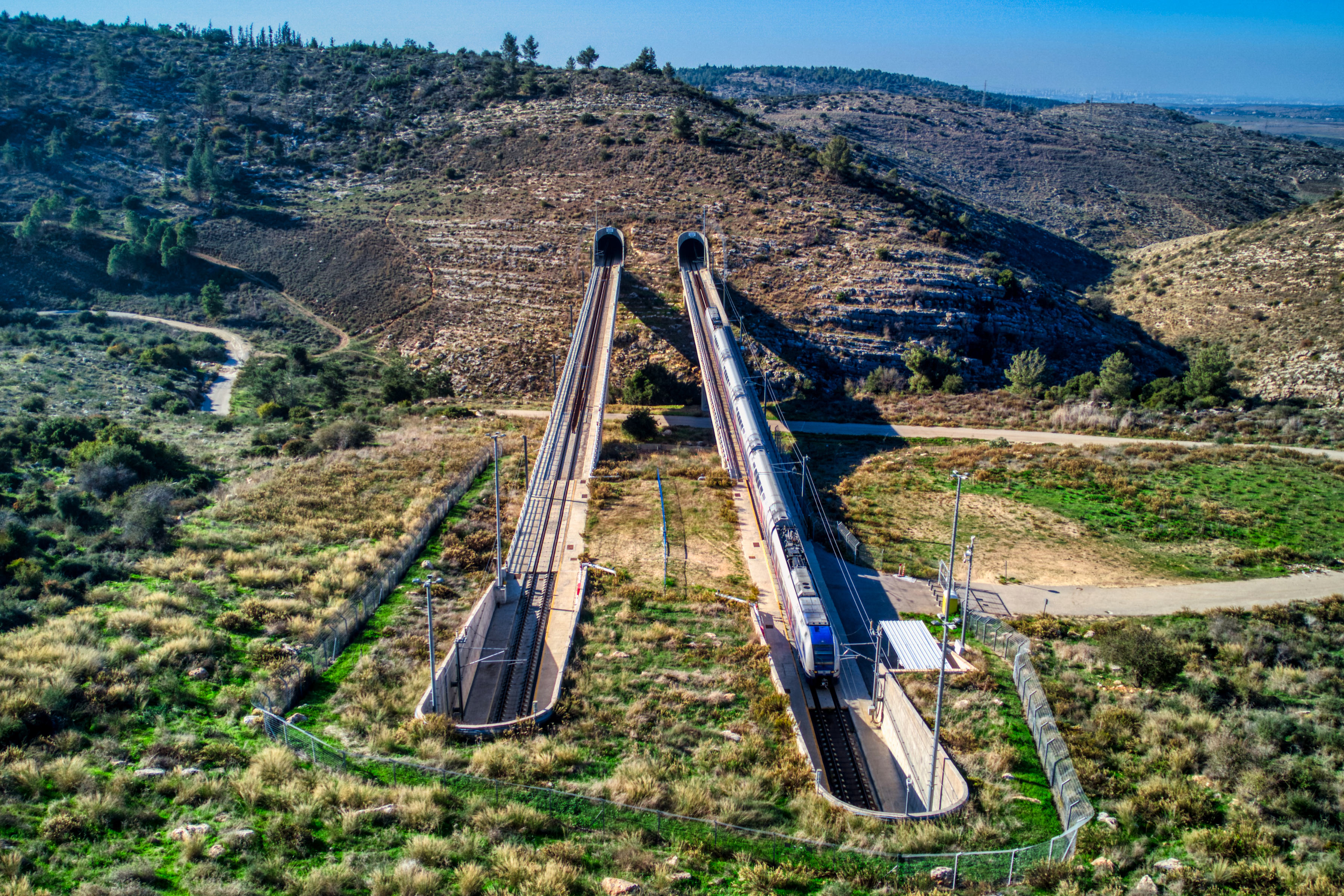
Новая железная дорога Тель-Авив-Иерусалим - Мост №. 8, Железнодорожный мост Нахаль-Йитла

Железная дорога Тель-Авив – Иерусалим (также высокоскоростная железная дорога до Иерусалима, План А1 и Железная дорога 29) — железнодорожная линия, соединяющая города Тель-Авив и Иерусалим в Израиле. Линия служит основной железнодорожной линией между Тель-Авивом и Иерусалимом, дополняя старую железную дорогу Яффа — Иерусалим. Также железную дорогу часто называют в Израиле высокоскоростной железной дорогой до Иерусалима, чтобы отличить её от более старой, более длинной и медленной линии. Несмотря на это название, линия не является высокоскоростной по определению, используемому Международным союзом железных дорог: её расчётная скорость 200 км/ч (124,27424 миль/ч) и её текущая рабочая скорость 160 км/ч (99,41939 миль/ч) ниже 250 км/ч (155,34280 миль/ч) — порога, используемого МСЖД для определения высокоскоростных железных дорог, и здесь используется обычный подвижной состав IR  вместо требований МСЖД для специально разработанных высокоскоростных поездов.
Недавно построенный участок железной дороги до Иерусалима ответвляется от железной дороги Тель-Авив — Лод на развязке Ганот к юго-востоку от Тель-Авива и охватывает около 56 км электрифицированного двухпутного участка. Это стоило примерно 7 миллиардов шекелей (около 2 миллиардов долларов США в долларах 2008 года) — из-за больших объёмов строительства мостов и туннелей, необходимых на горном маршруте. Помимо строительства нового железнодорожного участка, была электрифицирована существующая железная дорога от Герцлии до развязки Ганот. Расчётная скорость на железной дороге составляет 160 км/ч с прогнозируемым временем в пути без остановок примерно 28 минут от станции Тель-Авив — Ха-Хагана до станции Иерусалим — Ицхак Навон. По состоянию на 2019 год запланированное время в пути между железнодорожной станцией аэропорта Бен-Гурион и Иерусалимом составляет 22–26 минут, а между Тель-Авивом Ха-Хагана и Иерусалимом — 32–34 минуты (включая остановку в аэропорту Бен-Гурион). Это по сравнению с примерно 75 минутами в одну сторону по железной дороге Яффа — Иерусалим от Тель-Авива Ха-Хагана до станции Малха в южном Иерусалиме, которая, в отличие от Иерусалим-Навон, расположена относительно далеко от центра города.
Строительство железной дороги началось в 2001 году. Это была первая линия тяжелой железной дороги в Израиле, которая была электрифицирована, и первоначально ее планировалось открыть в 2008 году,  но различные возражения, бюрократические задержки и инженерные трудности привели к тому, что планирование и строительство растянулись на два десятилетия, а линия вводилась в эксплуатацию поэтапно. Первый участок между развязкой Ганот на шоссе 1 и аэропортом Бен-Гурион открылся в октябре 2004 года и сделал возможным путешествие на поезде между Тель-Авивом и аэропортом. Следующий участок, построенный в 2007 году, используется для поездов, курсирующих между центральным Израилем и Модиином. Последний участок открылся 25 сентября 2018 года и обеспечил сообщение между станцией Иерусалим-Навон и аэропортом Бен-Гурион. По мере продвижения работ по электрификации на север от аэропорта через Тель-Авив до Герцлии, сообщение с Иерусалимом и обратно было расширено за счет добавления дополнительных станций, начиная с Тель-Авив — Ха-Хагана 21 декабря 2019 г., Тель-Авив — Ха-Шалом и Савидор Сентрал 30 июня 2020 г. и Тель-Авив — Университет и Герцлия 21 сентября 2020 г. Железнодорожная ветка, открывшаяся 31 марта 2022 года, также обеспечивает прямое сообщение между Иерусалимом и Модиином.
В конце концов, ожидается, что поезда из Иерусалима будут продолжать свой путь из Герцлии на север Израиля, поскольку будущие этапы проекта электрификации Израильских железных дорог будут осуществляться вдоль Прибрежной железной дороги, а долгосрочный план состоит в том, чтобы поезда, отправляющиеся из Иерусалима, могли доезжать до Кармиэля к середине 2020-х годов.

## Проектирование

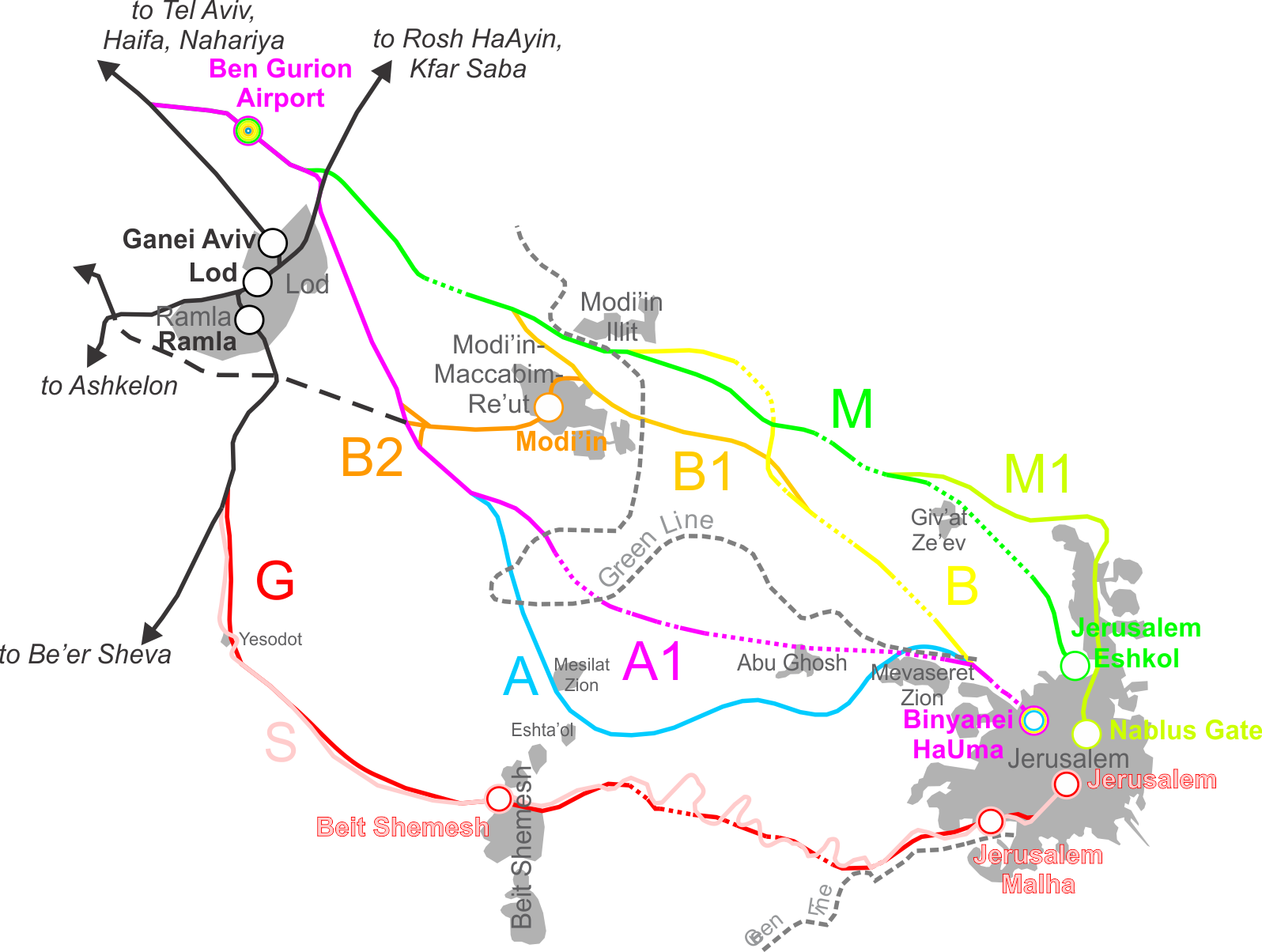
Карта выбранных маршрутов (S и A1) и других рассматриваемых предлагаемых маршрутов с точками, обозначающими туннели.

После приостановки движения из Тель-Авива в Иерусалим на старой линии Яффа — Иерусалим в 1998 году из-за плохого состояния путей возникла острая необходимость в создании железнодорожного сообщения из Тель-Авива в Иерусалим. В период с 2000 по 2001 год было предложено несколько альтернатив: 
- Планы S и S1 – мелкий ремонт старого однопутного маршрута (S) или такой, который также включает несколько коротких тоннелей и спрямление поворота (S1).
- Планы G и G1 – капитальный ремонт старой трассы, выпрямление всех поворотов путем рытья многочисленных длинных туннелей по трассе: 4–6 км тоннелей в G и 16 км в G1. G1 должен был продолжаться в центр Иерусалима и заканчиваться подземной станцией под Парком Независимости.
- Планы B, B1, B2, M и M1 – строительство новой линии из Тель-Авива в Иерусалим через Модиин-Маккабим-Реут в пределах или вблизи шоссе 443 .
- Планы А и А1 – строительство новой линии между городами рядом с шоссе 1 с ответвлением на Модиин. Эти планы были рекомендованы органами, которые их первоначально опубликовали (А в 1994 г. и А1 в 1997 и 2000 гг.).  По сравнению с вариантом А, вариант А1 включал значительное количество туннелей, чтобы получить более прямой маршрут через горы.

Планы построить линию, примыкающую к дороге 443, были немедленно отвергнуты из-за того, что она бы находилась на территории Западного берега реки Иордан. Муниципалитет Иерусалима поддержал план G1, в то время как Израильские железные дороги поддержали план S как план быстрого развертывания, за которым последовал A1. 13 июня 2001 г. министр транспорта Эфраим Снэ и премьер-министр Ариэль Шарон решили продолжить реализацию плана Израильских железных дорог.  Одной из причин было противодействие экологов G1 из-за того, что маршрут проходил через центр заповедника. План B2 использовался для ответвления на Модиин, строительство которого было завершено в 2008 году. Этот участок железной дороги является частью железной дороги Ришон-ле-Цион — Модиин, более длинной будущей линии, которая будет проходить от Модиина до Ришон-ле-Циона по полосе отвода, отведенной для нее во время строительства шоссе 431. В рамках реализации плана S старый ввод в Иерусалим был укорочен по просьбе муниципалитета Иерусалима. Вместо того, чтобы заканчиваться на Иерусалимском железнодорожном вокзале, обновленная линия заканчивалась на новой станции Малха в южной части Иерусалима.
После возобновления работ по плану S поезда, следующие по железной дороге Яффа — Иерусалим, достигают южного Иерусалима примерно за 75 минут от Тель-Авива. Это относительно долгое время в пути, нецентральное расположение станции Малха и низкая пропускная способность линии из-за ее восточного участка, состоящего только из одного пути, означает, что она по-прежнему остается одной из наименее используемых линий на сети израильских железных дорог, хоть и соединяет два крупных мегаполиса. Напротив, время в пути из Тель-Авива в центр Иерусалима по маршруту А1 составляет примерно 30 минут, что позволяет поездам часто ходить по маршруту.

## Строительство
Строительство началось в 2001 году и было разделено на несколько этапов:
- Тель-Авив — аэропорт Бен-Гурион (западная часть железной дороги 27) — линия начинается примерно в 6 км к юго-востоку от железнодорожной станции Ха-Хагана в Тель-Авиве, где она ответвляется от железной дороги Тель-Авив — Лод через туннель под северной группой полос шоссе 1 и северным кустом путей железной дороги Тель-Авив — Лод, в точке, расположенной между развязками Ганот и Шафирим, а оттуда соединяется с Терминалом 3 Бен-Гуриона. Строительство было завершено в 2004 году, а регулярная эксплуатация движения до аэропорта началось в октябре того же года.
- Аэропорт Бен-Гурион — Кфар-Даниэль (восточная часть железной дороги 27) — от терминала 3 линия продолжается на юго-восток, проходя по 550-метровому путепроводу через шоссе 1, затем пересекает шоссе 40 и Восточную железную дорогу, переходит к другому мосту через шоссе 443 и продолжается в сторону развязки Анава, где она ответвляется к новому центральному железнодорожному вокзалу Модиин через ряд мостов и туннелей. Линия также соединяется с Восточной железной дорогой возле развязки Лод, обеспечивая связь между аэропортом и железнодорожной станцией Лод на юге. Строительство началось в 2004 году и закончилось в 2007 году, а обслуживание станции Паатей Модиин началось в сентябре 2007 года.
- Кфар-Даниэль - Латрун (участок A) - этот участок был построен Даней Себус и завершен в 2011 году, его стоимость составила 250 миллионов шекелей.  Он включает в себя выдающийся мост длиной 1,2 км через долину Аялон, который был завершен в 2008 году и который часто называют «самым длинным железнодорожным мостом в Израиле». Однако это утверждение неверно, поскольку мост, поддерживающий надземную железную дорогу, ведущую к центральной железнодорожной станции Ха-Мифрац и ее платформам на железной дороге Изреельской долины на севере Израиля, которая открылась в 2016 году, почти вдвое длиннее.
- Латрун - Шаар ха-Гай (раздел B) - включает 3,5 км тоннеля под парком Канада, тендер на строительство которого был выигран в июле 2010 года. Этот участок был завершен в 2015 году израильской строительной фирмой Minrav совместно с российской компанией Мосметрострой на сумму 560 миллионов шекелей.  Проходка тоннеля началась 6 февраля 2012 г. с использованием одного ТПК. Каждый ТПК стоит 100 миллионов шекелей (не включая 100 миллионов шекелей на дополнительное оборудование) и весит около 1800 тонн. Предполагалось копать 20 м каждый день.
- Шаар-ха-Гай и Мевасерет-Цион (участок C) – тендер был объявлен в сентябре 2009 г., предварительные работы на площадке начались в ноябре 2009 г., полное завершение которых ожидалось в 2014–2016 гг.  Самая сложная часть проекта включает в себя два моста и несколько туннелей, один из которых, туннель 3, является самым длинным в Израиле. Он состоит из пары параллельных туннелей, каждый 9,2 м в ширину и 11,6 км, примерно три четверти из них должны были быть пробурены двумя ТПК, работающими одновременно с запада, а оставшаяся часть - традиционным способом с востока. Эти работы выполняли израильская фирма Shapir Civil & Marine Engineering Ltd. в партнерстве с итальянской инженерной фирмой Impresa Pizzarotti .  Традиционное бурение туннеля 3 с востока на запад началось в марте 2012 г., проходка ТПК с запада на восток началась в сентябре 2012 г.[4] и была завершена в октябре 2014 г.
- Мевасерет Цион — Железнодорожная станция Иерусалим — Ицхак Навон, Иерусалим (участок D) — включает в себя два моста, два параллельных однопутных тоннеля длиной 800–900 метров и 2,9 километровый тоннель. По оценкам, завершение заняло четыре года.  Тендер на строительство был выигран осенью 2009 года.  Хофрей Хашарон ООО и немецкой холдинговой компании Макс Бёгль. Ориентировочная стоимость составляет 640 миллионов шекелей,  не считая моста 10, который будет стоить дополнительно 150 миллионов шекелей и будет основан на проекте виадука Чрни-Кал в Словении. Этот участок находится под контролем Dana Engineering.

### Мосты и туннели
Ниже приведён список туннелей, мостов и подземных переходов, находящихся на маршруте.
| Имя        | Расположение                                              | Перекресток                                        | Тип                                | Длина                            |
| ---------- | --------------------------------------------------------- | -------------------------------------------------- | ---------------------------------- | -------------------------------- |
|            | Развязка Шафирим                                          | Под трассой 412 и в западном направлении шоссе 1 . | Подземный                          |                                  |
|            | Между Хемедом и Цафрией                                   | Под дорогой 4404                                   | Подземный                          |                                  |
| Мост 1     | Транспортная развязка Бен-Гурион                          | Над шоссе 1                                        | Мост                               | 550–600 м                        |
|            | Между транспортной развязкой Лод и перекрестком моста Лод | Над Восточной железной дорогой и шоссе 40          | Мост                               |                                  |
|            | К востоку от перекрестка Джинатон                         | По маршруту 443                                    | Мост                               |                                  |
|            | Дэниел Развязка                                           | Над шоссе 6                                        | Мост                               |                                  |
| Мост 4     | Рядом с Шаалвим                                           | Над въездом в Шаалвим                              | Мост                               | 120 м                            |
| Мост 5     | Рядом с Шаалвим                                           |                                                    | Мост                               | 180 м                            |
| Мост 6     | Долина Аджалон                                            | Над шоссе 3 и долиной                              | Виадук                             | 1200–1250 м </br> (40 м высотой) |
| Туннель 1  | Канада Парк                                               | Под парком                                         | Туннель (ТПК)                      | 2 × 3,5 км                       |
| Мост 7     | К югу от Мево-Хорона                                      |                                                    | Мост                               | 80 м                             |
| Туннель 2  | Возле Натафа                                              |                                                    | Туннель </br> (25% C&C, 75% NATM ) | 2 × 1250 м                       |
| Мост 8     | к западу от Натафа                                        | Над ручьем Йитла                                   | Мост                               | 150 м                            |
| Туннель 3  | Шаар Ха-Гай, Абу Гош                                      | Под горой Харуа, Гора Ха-Хагана, Абу Гош           | Туннель </br> (75% ТБМ, 25% НАТМ)  | 2 × 11,6 км                      |
| Мост 9     | Мевасерет Цион                                            |                                                    | Мост                               | 255 м                            |
| Тоннель 3а | Мевасерет Цион                                            |                                                    | Туннель (НАТМ)                     | 2 × 850 м                        |
| Мост 10    | Мевасерет Цион                                            |                                                    | Мост                               | 975 м </br> (95 м высотой)       |
| Туннель 4  | Иерусалим - от Гинота Сахарова до Биньяней Ха-Ума         | Под Лифтой                                         | Туннель (НАТМ)                     | 2,9 км                           |

Участки до аэропорта Бен-Гурион и далее до перекрестка Анава изначально были построены без электрификации и обслуживали пассажирскую линию из Тель-Авива в аэропорт и Модиин с использованием дизельного подвижного состава. После завершения участка Анава-Иерусалим началась электрификация железной дороги с использованием контактной сети переменного тока 25 кВ 50 Гц, что после завершения способствовало началу движения поездов между Иерусалимом и аэропортом Бен-Гурион в сентябре 2018 года. В течение следующих двух лет участок железной дороги между аэропортом и Тель-Авивом и Герцлией был электрифицирован поэтапно. Участок Восточной железной дороги между аэропортом и станцией Лод (где находится главное депо технического обслуживания поездов) также был электрифицирован. Новая железная дорога в Иерусалим была первой электрифицированной линией тяжелой железной дороги в Израиле и положила начало общим усилиям по электрификации большинства линий Израильских железных дорог к середине 2020-х годов.

## Станции

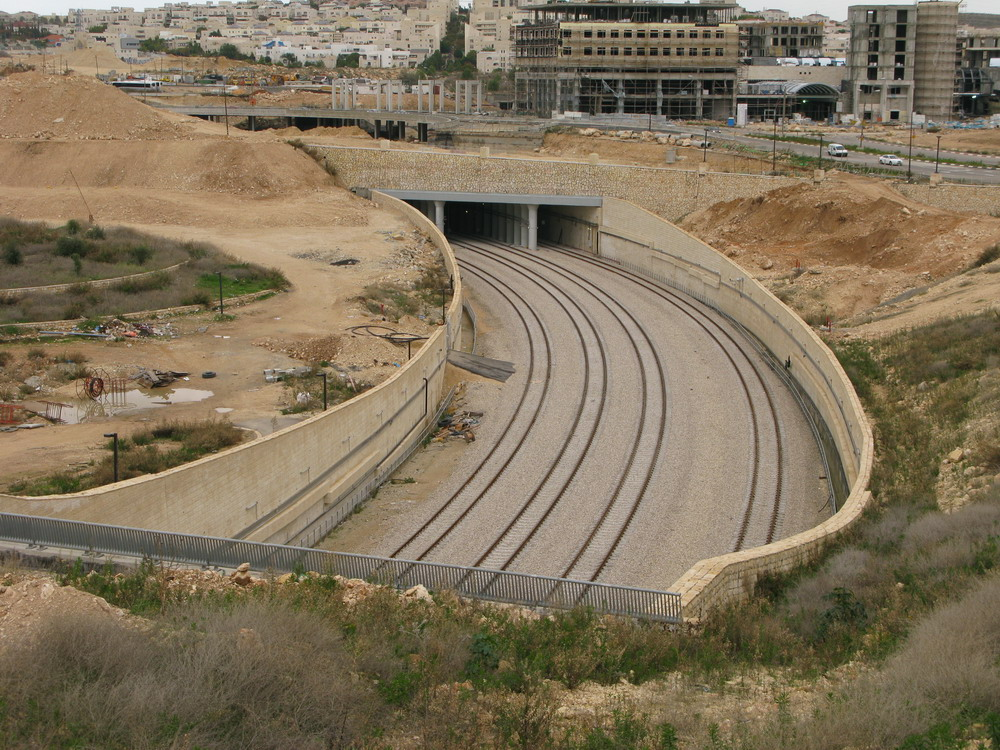
Подход к станции в центре Модиина

На линии находятся следующие станции:
- Железнодорожный вокзал аэропорта Бен-Гурион — расположена в Терминале 3 международного аэропорта Бен-Гурион .
- Железнодорожная станция Иерусалим-Ицхак Навон (первоначально называвшаяся железнодорожной станцией Иерусалим-Ха-Ума и переименованная во время строительства) — расположена рядом с Центральным автовокзалом Иерусалима, в 80 метрах под землей. Станция также будет служить бомбоубежищем.

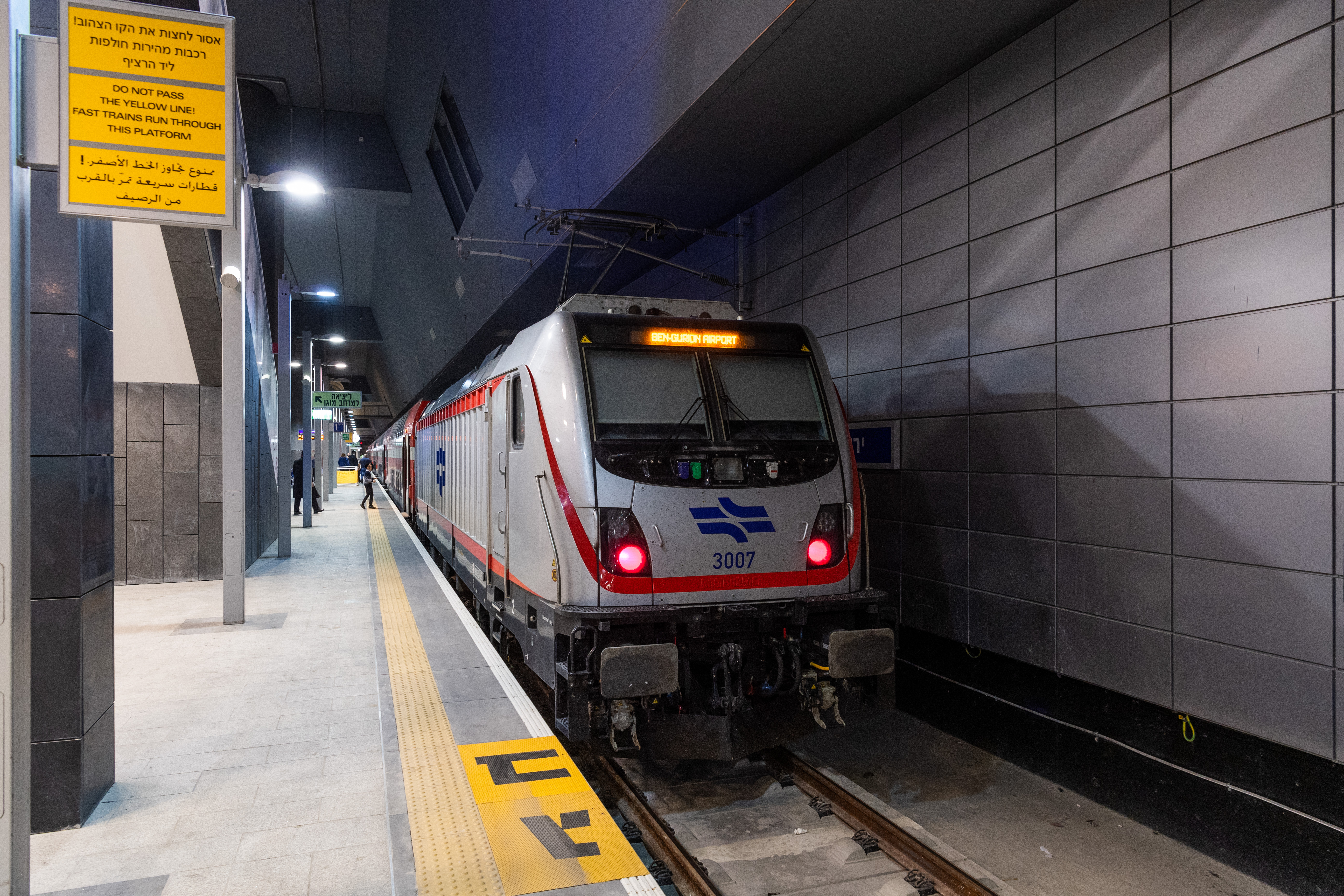
Bombardier TRAXX P160 AC3, вокзал Иерусалим-Ицхак Навон

В течение первых нескольких лет работы, проезжая станцию аэропорта Бен-Гурион, поезда из Иерусалима останавливаются на всех железнодорожных станциях Тель-Авива и завершают маршрут на железнодорожном вокзале Герцлии, поскольку именно здесь заканчивается начальный этап программы электрификации железных дорог. Позже маршрут будет продлен на север в сторону Хайфы, а затем в Кармиэль, поскольку достигнут прогресс в электрификации остальной части северной части Прибрежной железной дороги .
Со стороны Иерусалима есть предложения соединить станцию Ицхак Навон со станцией Иерусалим-Малха через продолжение тоннеля от Мевасерет Циона .

### Ветка на Модиин
Ветка на Модиин (являющаяся участком будущей железной дороги Ришон-ле-Цион — Модиин) была полностью открыта 1 апреля 2008 года и включает в себя две станции: Паатей Модиин и Модиин-Центральный. Последняя находится под землей, как и железнодорожная станция Иерусалим-Ицхак Навон, что позволяет продолжить линию дальше в город и за его пределы. В прошлом различные правительственные группы выражали желание продолжить эту линию, но это было отложено до достижения соглашения с Палестинской национальной администрацией, поскольку продолжение железнодорожной линии от Модиинской ветки на север или на восток должно будет проходить через Западный берег реки Иордан.
Первоначальная конфигурация Модиинской ветки позволяла только поездам, идущим в направлении аэропорта и Тель-Авива, доезжать до Модиина. В 2022 году было завершено строительство ветки, которая позволяет поездам в направлении Иерусалима и обратно доезжать до Модиина.

## Перспективы
Теперь, когда станция Ицхак Навон завершена, планируется продление вглубь города с двумя дополнительными станциями: одна недалеко от центра города и одна в Старом городе («Станция Стена Плача»).  Дальнейшие этапы могут включать дополнительные станции в Иерусалиме. По текущим планам планируется, что линия пройдёт через подземную станцию под исторической железнодорожной станцией Иерусалим-Хан и выйдет из-под земли, чтобы соединиться с наземной железнодорожной станцией Иерусалим-Малха, таким образом сделав связку со старой железной дорогой Яффа — Иерусалим. Кроме того, к концу 2021 года Израильские железные дороги должны представить 60 новых двухэтажных электропоездов Siemens Desiro HC . Подобно существующим локомотивам Bombardier TRAXX, эти электропоезда будут двигаться со скоростью 160 км/ч (100 миль/ч) по линии.

## Комментарии
1. ↑  While initially, the Tel Aviv-Jerusalem line was the only one operated by electric locomotives in Israel, they are being gradually introduced in the rest of the system as electrification progresses. As of 2022, electric trains are also run on the Ashkelon-Herzliya line, as well as the Jerusalem-Modi'in spur of the Tel Aviv-Jerusalem line.